# فیلم در فیلم
فیلم در فیلم فیلم‌نامه‌ای فیلم‌نشده از بهرام بیضایی است از سالِ ۱۳۶۹.

## متن
این فیلم‌نامه به سالِ ۱۳۶۹ نوشته شد و نخستین بار زمستانِ سالِ ۱۳۷۳ به وسیلهٔ انتشاراتِ روشنگران منتشر شد.

## فیلمِ ناساخته
سالِ ۱۳۷۰ سرمایه‌گذارانی از یزد از کارِ فیلم در فیلم انصراف دادند.